# Czerna nad Cisą
Czerna nad Cisą (słow. Čierna nad Tisou, węg. Tiszacsernyő) – miasto w południowo-wschodniej Słowacji, w kraju koszyckim, w powiecie Trebišov. Około 3,9 tys. mieszkańców (2011), w tym około 60% stanowią Węgrzy, 34% Słowacy i 6% Romowie.

## Miasta partnerskie
- Ajak
- Czop

## Historia
Historia miasta sięga 1946 roku. Powstało w wyniku decyzji władz Czechosłowacji o utworzeniu ważnego punktu przeładunkowego dla handlu z ZSRR. Lokalizacja przy granicy i przyłączenie szerokotorowej linii kolejowej czyniły z niej idealne miejsce do przeładunku towarów przybywających z Dalekiego Wschodu i terytorium radzieckiego.
Na początku była to niewielka osada pracownicza – wśród pierwszych zabudowań znajdowały się baraki służące jako mieszkania, sklep i sala, która pełniła funkcje kulturalne. Pierwsze domy jednorodzinne i bloki mieszkalne powstawały równolegle z prowizoryczną infrastrukturą kolejową. W kolejnych latach rozwój nabierał tempa – budowano szkoły, przedszkola, placówki usługowe i dom kultury. To właśnie ten budynek był w sierpniu 1968 roku miejscem rozmów między przywódcami ZSRR i Czechosłowacji, na kilka dni przed interwencją wojskową.
Miasto już od początku wyposażono w centralne ogrzewanie – początkowo oparte na lokomotywach parowych. W kolejnych dekadach powstała szkoła podstawowa, hotel „Úsvit”, nowa stacja kolejowa, lokomotywownia, a także siedziba firmy zajmującej się budownictwem kolejowym. Jedynym zakładem przemysłowym w mieście był uruchomiony w ostatniej fazie rozwoju zakład AŽD produkujący systemy automatyki kolejowej. Rozbudowa miasta zatrzymała się w latach 80., a w 1991 roku Czerna nad Cisą otrzymała oficjalny herb.

## Gospodarka
Miasto zyskało rangę strategicznego punktu przeładunkowego, szczególnie ważnego po wojnie. W czasie suszy w 1947 roku odegrało kluczową rolę w imporcie zboża. Przeładunek obejmował najpierw głównie ropę naftową (kierowaną do Slovnaft), później także maszyny, nawozy, żywność i inne towary. Znaczenie stacji malało po 1990 roku, wraz ze zmianami gospodarczymi w regionie.